# Autobahn (album)

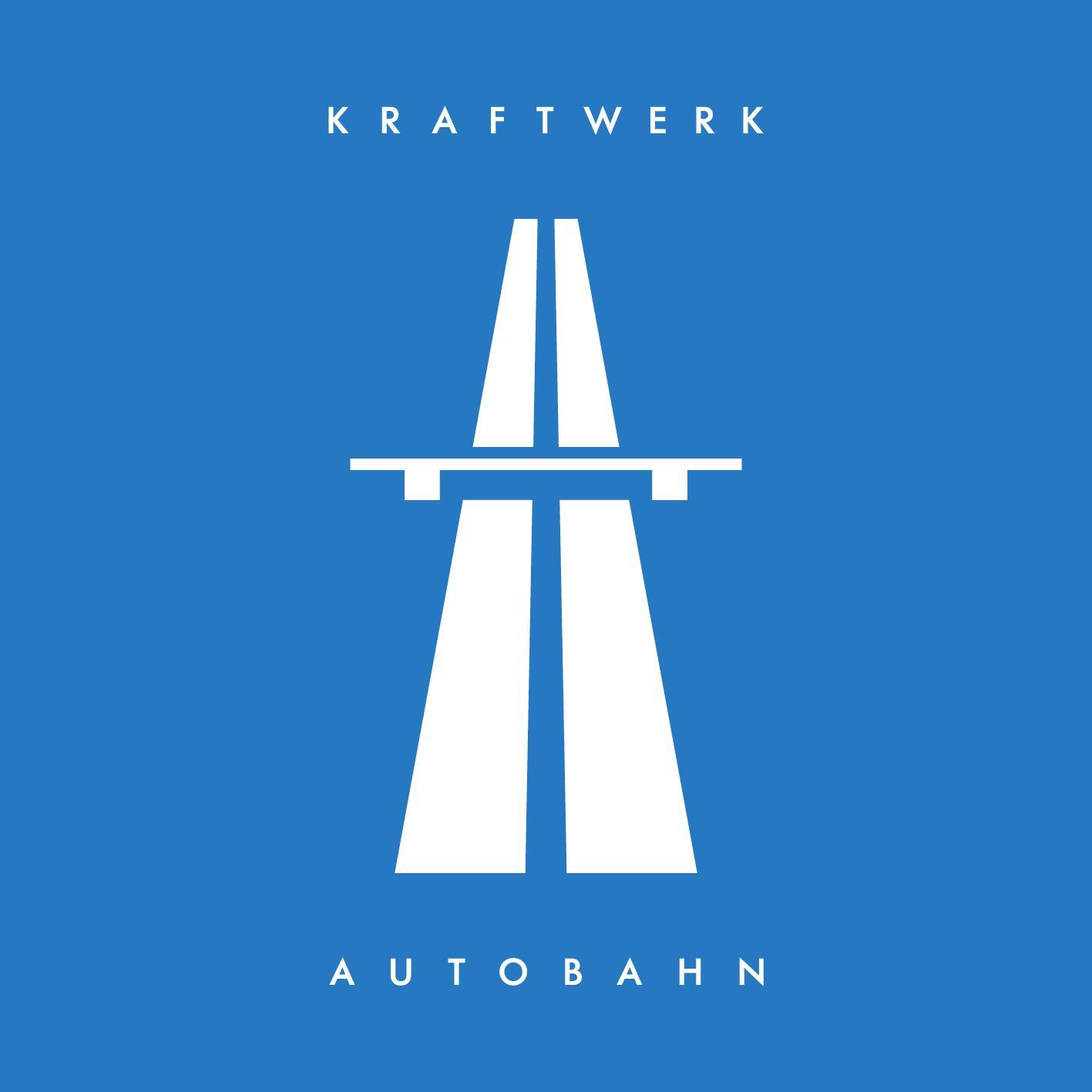
Okładka wydania z 2009 roku

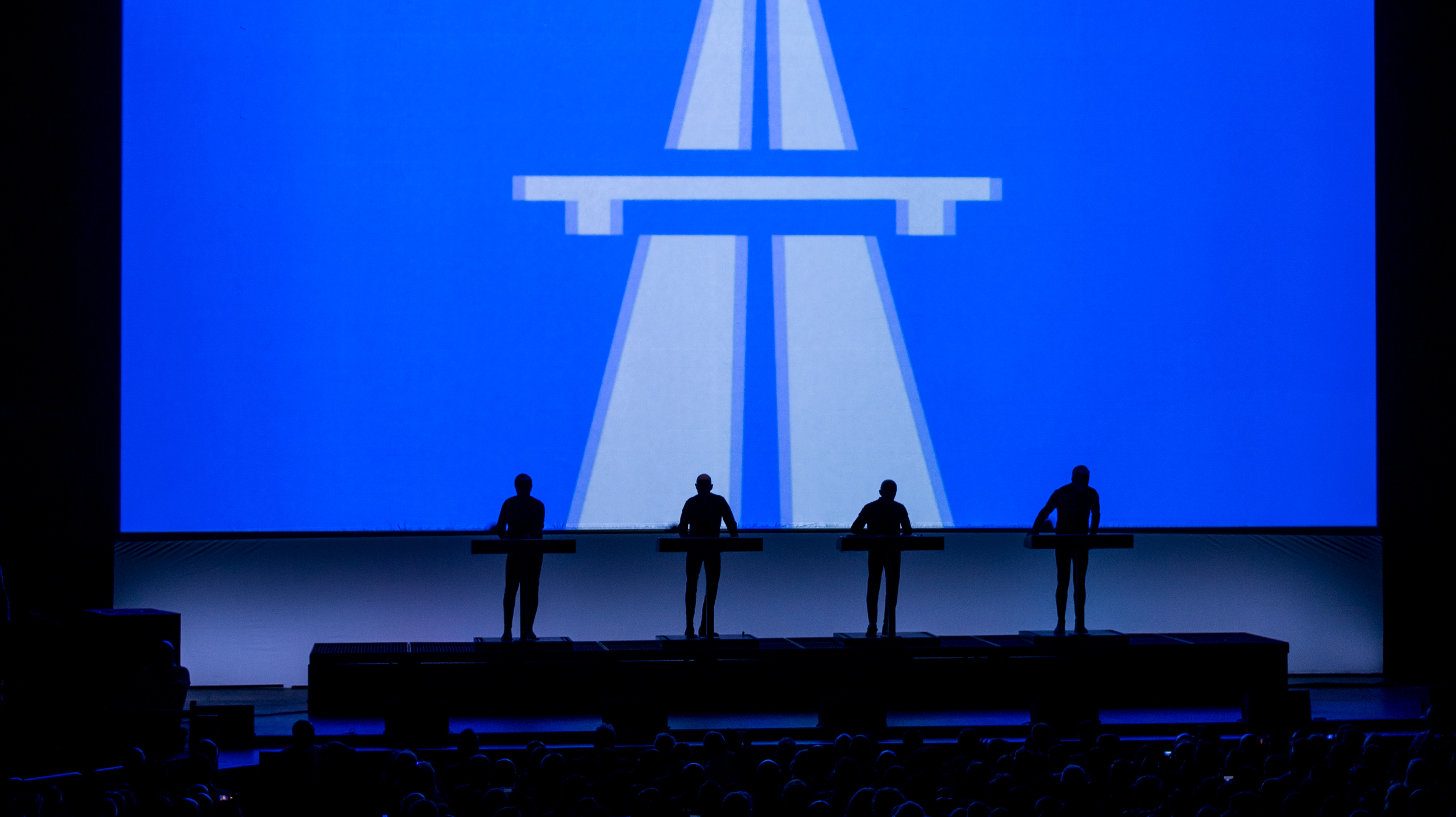
Kraftwerk wykonujący tytułowy utwór podczas koncertu

Autobahn – czwarty album niemieckiego zespołu Kraftwerk, wydany w 1974 roku.
Płytę nagrano w składzie: Ralf Hütter, Florian Schneider, Wolfgang Flür, Klaus Röder. Tematyka albumu została zainspirowana podróżami po tytułowych niemieckich autostradach Volkswagenem Garbusem należącym do Hüttera, co jest odzwierciedlone w utworze tytułowym zajmującym całą stronę A. Pozostałe utwory, zamieszczone na stronie B, nawiązują do tematu nocy. Obraz przedstawiony na okładce oryginalnego wydania namalował współpracownik grupy Emil Schult.
Album był pierwszym dużym sukcesem zespołu, plasując się w top 10 zestawień sprzedaży nie tylko w Niemczech, ale i m.in. Wielkiej Brytanii, USA, Kanadzie i Australii. Tytułowy singel także spotkał się ze sporym sukcesem na listach przebojów.

## Lista utworów
Podany czas trwania utworów tyczy się wydań winylowych. Ich długość na wydaniach kompaktowych i cyfrowych może nieco się różnić.

### Wersja niemiecka
Strona A
| 1. | „Autobahn” | 22:30 |
|    |            |       |
|    |            | 22:30 |
|    |            |       |
Strona B
| 1. | „Kometenmelodie 1”  | 6:20  |
|    |                     |       |
| 2. | „Kometenmelodie 2”  | 5:44  |
|    |                     |       |
| 3. | „Mitternacht”       | 4:40  |
|    |                     |       |
| 4. | „Morgenspaziergang” | 4:00  |
|    |                     |       |
|    |                     | 20:44 |
|    |                     |       |

### Wersja międzynarodowa
Strona A
| 1. | „Autobahn” | 22:30 |
|    |            |       |
|    |            | 22:30 |
|    |            |       |
Strona B
| 1. | „Kometenmelodie 1 (Comet Melody 1)” | 6:20  |
|    |                                     |       |
| 2. | „Kometenmelodie 2 (Comet Melody 2)” | 5:44  |
|    |                                     |       |
| 3. | „Mitternacht (Midnight)”            | 4:40  |
|    |                                     |       |
| 4. | „Morgenspaziergang (Morning Walk)”  | 4:00  |
|    |                                     |       |
|    |                                     | 20:44 |
|    |                                     |       |

## Pozycje na listach
| Kraj              | Pozycja |
| ----------------- | ------- |
| Australia         | 9       |
| Holandia          | 11      |
| Niemcy            | 7       |
| Nowa Zelandia     | 7       |
| Stany Zjednoczone | 5       |
| Szwecja           | 27      |
| Wielka Brytania   | 4       |

## Certyfikaty
| Kraj            | Certyfikat    | Sprzedaż |
| --------------- | ------------- | -------- |
| Francja         | złota płyta   | 100 000  |
| Wielka Brytania | srebrna płyta | 60 000   |